# Andy Jameson
Andrew „Andy“ David Jameson (* 19. Februar 1965 in Thornton-Cleveleys, Lancashire) ist ein ehemaliger britischer Schwimmer. Er gewann eine olympische Bronzemedaille und eine Bronzemedaille bei Weltmeisterschaften. Bei Europameisterschaften erschwamm er eine Goldmedaille und zwei Silbermedaillen. Bei Commonwealth Games erhielt er eine Goldmedaille, eine Silbermedaille und zwei Bronzemedaillen.

## Karriere
Der 1,90 Meter große Andy Jameson war Spezialist im Schmetterlingsschwimmen. Jameson besuchte das Kelly College in Tavistock und schwamm für den City of Liverpool Swimming Club.
Jameson trat bei den Weltmeisterschaften 1982 in Guayaquil über 100 Meter Schmetterling und über 100 Meter Rücken an, schied aber jeweils im Vorlauf aus. Zwei Jahre später bei den Olympischen Spielen 1984 in Los Angeles erreichte Jameson das Finale über 100 Meter Schmetterling und belegte den fünften Platz. Die britische 4-mal-100-Meter-Lagenstaffel in der Besetzung Neil Harper, Adrian Moorhouse, Andy Jameson und Richard Burrell wurde Sechste.
1985 bei den Europameisterschaften in Sofia wurde Jameson über 100 Meter Schmetterling Zweiter hinter dem Deutschen Michael Groß. Im Juli 1986 fanden in Edinburgh die Commonwealth Games 1986 statt. Über 100 Meter Freistil siegte der Australier Greg Fasala vor seinem Landsmann Neil Brooks, dahinter schlug Jameson als Dritter an. Über 100 Meter Schmetterling siegte Jameson vor Anthony Mosse aus Neuseeland. Jameson gewann zwei weitere Medaillen mit den englischen Staffeln. In der 4-mal-100-Meter-Freistilstaffel siegten die Australier vor den Kanadiern und den Engländern. In der Lagenstaffel holten die Kanadier Gold vor den Engländern und den Australiern. Drei Wochen nach den Commonwealth Games fanden die Weltmeisterschaften in Madrid statt. Jameson trat in fünf Disziplinen an. Über 100 Meter Schmetterling wurde er Dritter hinter Pablo Morales und Matt Biondi aus den Vereinigten Staaten. Mit der Lagenstaffel wurde Jameson Fünfter und über 100 Meter Freistil erreichte er den achten Platz. Über 50 Meter Freistil und mit der 4-mal-100-Meter-Freistilstaffel kam er nicht ins Finale.
1987 siegte Jameson bei der Universiade in Zagreb sowohl über 100 Meter Freistil als auch über 100 Meter Schmetterling. Bei den Europameisterschaften in Straßburg wurde Jameson Sechster über 100 Meter Freistil. Über 100 Meter Schmetterling siegte er vor Michael Groß. In der Lagenstaffel siegte das Quartett aus der Sowjetunion vor Neil Cochran, Adrian Moorhouse, Andy Jameson und Roland Lee.
Zum Abschluss seiner Karriere nahm Jameson an den Olympischen Spielen 1988 in Seoul teil. Über 100 Meter Schmetterling siegte Anthony Nesty aus Suriname vor Matt Biondi. Jameson schlug 0,29 Sekunden nach Biondi und 0,03 Sekunden vor dem Australier Jon Sieben an und erhielt die Bronzemedaille. Tags darauf schied er im Vorlauf über 100 Meter Freistil mit der 21. Zeit aus, war damit aber bester Brite vor Roland Lee, der 22. wurde. Die britische 4-mal-100-Meter-Freistilstaffel mit Mike Fibbens, Mark Foster, Roland Lee und Andy Jameson belegte den siebten Platz. Schließlich erreichte die britische Lagenstaffel mit Gary Binfield, Adrian Moorhouse, Andy Jameson und Roland Lee mit der zweitbesten Vorlaufzeit das Finale. Im Endlauf verpatzten Neil Harper, Moorhouse, Jameson und Mark Foster einen Wechsel und wurden disqualifiziert.
Andy Jamesons Schwester Helen gewann ebenfalls eine olympische Medaille im Schwimmen.